# III Августов легион
III Августов легион (Legio III Augusta Iterium Pia Iterium Vindex Constans Perpetua Pia Fidelis) е римски легион, сформиран от Октавиан Август през 43 пр.н.е.. Прекратява съществуването си в началото на 5 век. Емблеми на легиона са били козирог и Пегас.

## Основаване
Легионът е сформиран от Гай Вибий Панса Цетрониан по заповед на Октавиан през 43 пр.н.е..

## Боен път
Първата битка, в която взема участие легиона е битката при Филипи в Македония, през април 42 пр.н.е. между войските на втория триумвират, водени от Марк Антоний и Октавиан, срещу войските на Марк Юний Брут и Касий.
През 36 пр.н.е. легионът е изпратен в Сицилия за да потуши въстанието на Секст Помпей.
През 30 пр.н.е. легионът стои на лагер в Африка, въпреки че лагерът не е постоянен -легиона взема участие в различни проекти. През 14 г. легионерите строят път от Такапса до Тевеста (съвр. Тебеса, Алжир), където също стоят на лагер. Основната им задача е да предотврятят въстание на нумидийските и мавританските племен. От 17 до 24 г. легионът се сражава срещу Такфаринат, който въпреки всичко вдига въстание в Африка.
В края на управлението на Нерон легиона се командва от легата Луций Клодий Макриан. През 68 г. Макриан набира свой собствен легион – Legio I Macriana liberatrix, в който влизат голяма част от войниците от III Августов легион, оказвайки му поддръжката си. В началото на 69 г., прокуратора Требоний Гарутиан убива Макриан. По време на смутовете през 69 г., легиона застава на страната на Галба, след това на Вителий, а после и на Веспасиан, въпреки че не участва в нито една от кампаниите на претендентите на престола.
През 70 г. Веспасиан предвожда легиона към Ламбез (съвр. Тазут-Ламбез, Алжир) в Нумидия. Лагерът на легиона се намира там повече от двеста години, а основно занятие в била охрана на границата от набезите на берберите.
През 128 г., в Ламбез прави визита император Адриан, заповядал да се проведат маневри в негово присъствие; на 1 юли се състои почетен преглед, на който императора ес обръща към легиона с приветствена реч.
Легионът взема участие в кампанията срещу партите на Луций Вер, а също и в маркоманската война.
През 193 г. император Септимий Север за поддръжката, която легиона оказва му дава титула Pia Vindex („Предан застъпник“).
През 216 г. подразделение на легиона взема участие във войната на Каракала срещу партите.
По-късн легиона поддържал Хелиогабал, а после и Макрин. Революцията, която прави император Гордиан I през 238 г. в държавните дела, не засегнала легиона, тъй като той не се подчинил на новото положение на нещата и се присъединил към Максимин. Когато в крайна сметка Максимин е отстранен и заменен от Гордиан III, легионът е разпуснат и неговото име е изтрито от всички паметници, на които е било гравирано преди това. Войниците са преместени в легиони в Германия.
Войниците от разпуснатия легион съставят основната част от войската на Валериан I. Той им обещава да се върнат в предишния си лагер, ако го избавят от съперника му Емилиан. Последният умира през 253 г. и води след себе си възстановяване на легиона. В края на 253 г. легиона отново е на лагер в Ламбез. Върнати са и всички негови предишни титули, даже с добавка и той вече се нарича Legio III Augusta Iterum Pia Iterum Vindex ("III Августов легион Вечно предан застъпник").
От 254 г. легионът се връща на обичайната си служба в Нумидия.
В периода 289 – 297 г. легионът се намира под прякото командване на Максимиан в неговата кампания срещу берберите.
По време на Диоклетиан, за бойни заслуги, легиона получава титула Constans, Perpetua, Pia Fidelis (Постоянен Вечно Предан и Верен).
В началото на 5 век легионът спира да се споменава в източниците. Явно по това време е разформирован.